# جيس
قبيلة جيس (قيس) قبيلة بدوية من «بني عامر بن صعصعة» من هوازن من قيس عيلان من مضر من عدنان تستوطن العراق وسورية والسعودية وجنوب تركيا، ويلقب أبناؤها (القيسي، الجيسي) وجمعهم (الجيسات)، وتلقب قبيلة جيس بلقب (زريج البل).

## نسبها
- تنتسب قبيلة جيس في غالبها إلى «بني عامر بن صعصعة» بن معاوية بن بكر بن هوازن بن منصور بن عكرمة بن خصفة بن قيس عيلان بن مضر بن نزار بن معد بن عدنان (1)

وتتميز قبيلة جيس بتوزع أنساب أفخاذها في عدة بطون من بني عامر بن صعصعة (هلال، كلاب، عٌقيل، نمير) وكذلك بأفخاذها العامرية التي حافظت على اسمها العامري القديم ومنها: نمير من بني يوسف من جيس (بني نمير)، عبادة من بني محمد من جيس (عبادة - بني عُقيل)، الجُميلة من جيس (بني هلال)، البو جرادة من بني محمد من جيس (الأبي جرادة – بني عُقيل)، الكرطان من بني يوسف من جيس (القرطاء – بني كلاب)، الخيلانية من جيس (بني الأخيل – عبادة – عُقيل) كما تضم بعض العشائر العربية من أصول أخرى منهم: بني عجل، بني أسد، بني صخر، النعيم.(3)
- ونخواتها العامة (جيس)، (جيس لو كطعتو)، (خيال الرحمن جيسي)، (زعب)، وتلقب جيس في سورية وتركية بلقب (زعب). (21)

## فروعها
- تتكون قبيلة جيس من خمسة قبائل وهي: (الصيالة، بني يوسف، بني محمد، الجُميلة، الحبيط).

وتسمى (بني محمد): جيس الغربي (أي غرب نهر البليخ)، وتسمى (الصيالة وبني يوسف والجُميلة والحبيط): جيس الشرقي (أي شرق نهر البليخ).
1 - الصيالة (السيالة) وتتوزع عشائرها في سورية وجنوب تركيا وهم (بني عثمان، بني طعان، الرافع، النجار، النواجحة، العبود، الرزية، الجهيم، المعاجلة، عجل، الحبو، البو عاص)
2 - بني يوسف وتتوزع عشائرها في سورية وجنوب تركيا والعراق
- بني يوسف في سورية وجنوب تركيا: (الصيفي، بني عمر، بني نمير، بني عامر، الدويجات، الحليسات، بني أسد، بني خطيب، بني عجل، الثعالبة، بني زيد، بني صخر، الخرايشة، الداود، القرامطة (بني رعوة)، النعيم، الغنامة.)
- بني يوسف في العراق: (الكروية، الجيسات، الردينية، الدلفية، المثلوثة، الحج عيسى، آل الشواف، الملحان، الكرطان، البو عيسى القيسية، الكرخية، الداينية، المهدية، الأركية، الدهلكية، الكميعات، الزهيرية، الخيلانية، النداوات، الجورانية، العويسات، الشميسات، الدشتكية)[4]

3)بني محمد وتتوزع عشائرهم في سورية وجنوب تركيا وهم [عبادة، حلاوة، بني خلف، القجر، فتيت، الطماح، بني منيف، الجرعان، مرابدة، مقيلات، سنانات، سرامدة، سجو، البو جرادة، عليمات، بجميش، البشاجمة، كعكات، بني غنيم، نداوات، عمار، بني حصين، جريج، طوال، انشعة، مساهرة، عظامظة)
4) الجميلة وتتوزع عشائرها في سورية وجنوب تركيا والعراق
- الجميلة في سورية وجنوب تركيا: (النوافلة، البو جندي، البلنزية[6]
- الجميلة في العراق: [البو جاسم، البو جسام، المرمي، البو راشد، البو نوفل، السهيلات.[7]

5)الحبيط عشائرهم في جنوب تركيا وهم [سودان، سيفان، دنادة، كتاكتة.

## هجرتها إلى الشام ومساكنها
تنتشر عشائر قبيلة جيس في الوقت الحاضر في العراق وسورية وتركيا.
قال أحمد وصفي زكريا في (عشائر الشام): «قيس (وتلفظ جيس) - من العشائر القديمة، قيل أنهم جاؤوا في عهد الفتح الإسلامي، ثم دفعتهم العشائر الحديثة الورود، فاستقروا في أقصى شمالي بلاد الشام الحالية، ومازال الدفع يلاحقهم، حتى عبروا الحدود التركية، وتجنسوا بجنسيتها مع بقائهم على فطرتهم العربية البدوية لأن معظمهم بدو رحل، كانت باديتهم في الصيف المنطقة التركية شمالي الخط الحديدي في أنحاء حران وأورفة، حيث أن لهم نحو عشرين قرية، وفي الشتاء في المنطقة العربية بين جبل عبد العزيز ووادي البليخ.» (6)
وفي معجم العشائر الفراتية : «قيس (جيس) تسكن الآن في حران والرها (أورفة)، بعضهم في العراق. وهم من قيس عيلان، وقد اختلط بهم آخرون ونخوتهم (زعب). وقد كان لقيس في منطقة وادي الفرات والجزيرة الفراتية بسورية سلطة.وكانوا من قبل كثرة في المنطقة لكنهم الآن تشتتوا وقد انقسمت هذه العشيرة مؤخراً إلى عشائر كثيرة متناثرة.»(5)
واعتبر الفرنسيون قبيلة جيس تثير الشغب والاضطرابات بين العشائر في المنطقة، ففرضت حكومة الانتداب عام 1927م تسوية عشائرية لكنها لم تستطع إقامة سلام دائم، فمنعت الحكومة الفرنسية عشائر جيس المتواجدة في حران وأورفة من النجعة وقضاء الشتاء داخل الأراضي السورية. (7)
وقد ورد في موسوعة البدو للرحالة الألماني (ماكس أوبنهايم):
" كان قيسيوا سهوب ضفة الفرات الغربية قد تحولوا إلى بدو رحل حقيقيين. هذه الأنماط المختلفة من الحياة، عمقت من جديد الحدود الفاصلة بين القبائل، التي كانت قد امّحت منذ وقت طويل لدى القيسيين الآخرين، فانقسم قيسيو سورية الشمالية في القرن الرابع الهجري (العاشر الميلادي) إلى خمس قبائل مستقلة هي : نمير، كلاب، عقيل، قشير، والعجلان (*كلها من بني عامر بن صعصعة)، عبرت معظمها الفرات في منتصف القرن الحالي وانتشرت في الجزيرة الشمالية. انفردت كلاب بالبقاء في منطقتها بين حلب والرحبة، حيث ظهرت منها سلالة بني مرداس، التي حكمت حلب بين عامي 416هـ/1025م و472هـ /1080م. استمرت القبيلة إلى الحقبة الأخيرة من العصر المملوكي، كما تولت حراسة حدود الدولة المملوكية ضد آسيا الصغرى، لما لها من بأس كقبيلة محاربة. في نهاية العصر الوسيط، كانت مضارب كلاب منتشرة في منخفض العمق غربي حلب، وعند قلعة جعبر على الفرات.
اختار بنو نمير القسم الغربي من البليخ، والعقيل القسم الشرقي حول نصيبين. أما في الشتاء، فكانت القبيلتين تسيران كلتاهما نحو الجنوب، فتمر بنو نمير عبر الرقة مواكبة مجرى الفرات النازل، وتجتاز عقيل الجزيرة بالعرض في طريقها إلى العراق.
إن السلالة الحاكمة الأكثر شهرة التي أسسها هؤلاء، هي سلالة العقيليين التي تنحدر من فرع مهنا للقبيلة العقيلية عبادة والتي حكمت انطلاقاً من الموصل الجزيرة الشرقية، وحكمت كذلك الجزيرة الغربية من حين لآخر : من سنة 380 هجرية / 990 ميلادية إلى نهاية القرن الحادي عشر، عندما وضع السلاجقة حداً لحكومتها.
بقي أمراء النميريين في بداياتهم على الأقل شأنهم في ذلك شأن أمراء العقيليين، بدواً أقحاحاً، رغم المنزلة التي احتلوها. لذلك سكنوا السهب بين قبائلهم ولم يقصدوا المدن إلا من أجل القيام بالواجبات الحكومية، أما سندهم السياسي فكان بني مرداس الكلابيين في حلب، الذين ربطتهم بهم علاقات مصاهرة..
... لم تحظ سلالتا بنو وثاب وبنو عطير بشهرة مماثلة، رغم أنهما خرجتا بدورهما من بني نمير، وحكمتا حران وأورفة في الفترة ذاتها. كان وثاب ابن سابق النميري أبو السلالة الأولى. وقد توفي عام 410هـ / 1019م في حران، فحكم ابنه شبيب حران وسروج إلى عام 431هـ، ثم حكم حفيده منيع ابن شبيب الرحبة أيضاً. حافظ بنو وثاب على ملكهم حتى عام 474هـ/1081-1082م، حيث أجبروا على إخلاء حران وتركها للعقيلي مسلم بن قريش... مع سقوط السلالتين (النميريين عام 1081م- والعقيليين عام 1096م) فقدت قبيلتاهما أيضاً، بنو نمير وعقيل، أهميتهما. اقتصر وجود بني نمير على البليخ، وانحلت قبيلة عقيل تماماً. أما العشيرة القيادية عبادة فقد هاجر الجزء الأكبر منها إلى العراق، وانكفأ قسم صغير منها على نفسه وانسحب إلى البليخ، حيث لا نزال نعثر اليوم أيضاً على عبادة ونمير، بوصفهما فخذين من الجيس." (10)
ومن الملاحظ أن ديار جيس هي نفس ديار بني عامر بن صعصعة في الشام والتي كونت بها ممالك، حيث كانت (حران) لبني نمير و(حلب) لبني كلاب، و(الجزيرة الفراتية) لبني عقيل، ومن أشعارهم التي ذكرت تواجدهم في تلك الديار في القرن الأول الهجري في يوم البليخ، والبليخ نهر بين حران والرقة التقى فيها قيس وتغلب وانهزمت تغلب فقال ابن صفار:
وقال الشاعر جرير للأخطل التغلبي في ذكر انتصار قيس بقيادة زفر بن الحارث الكلابي العامري :
ومن أكبر القبائل المجاورة لجيس قبيلتي شمر وعنزة (الفدعان) ويقول عويد القرقشي الثابتي الشمري عن ديار شمر في الجزيرة:

## هجرة بعض عشائرها إلى العراق
ساهمت قبيلة جيس في تحرير بغداد من الفرس الصفويين 1628م، وقد جاء في لب الألباب : "التقى السلطان العثماني "مراد الرابع بثلاثمائة فارس من قبيلة قيسية وكانت منازلهم في الرها من مناطق حلب الشام، وكان السلطان بصدد الاستعداد لاستعادة بغداد من الصفويين الفرس فرجع هؤلاء الفرسان إلى قبيلتهم وجهزوا قوافل الإبل وحيوانات الحمل وباشروا بنقل الجيش ومعداته من إسطنبول إلى أسوار بغداد وعندما سأل السلطان مراد عنهم وأراد مكافأتهم بالأجرة لم يقبلوا منه ذلك وإنما عملهم لمعاونة الجيش، ثم تفرقوا في سهل العراق وجبله" (11)
وفي عشائر العراق لعباس العزاوي : الكروية من عشائر القيسية تسكن سفح جبل حمرين ولقبوا بالكروية لأنهم أجروا جمالهم إلى السلطان مراد الرابع لنقل الجيش من اصطنبول إلى بغداد لفتح العراق، القافلة الأولى منهم سموا (كروية عتيقة) والقافلة الثانية سموا (كروية جديدة) أي كروة قديمة وكروة جديدة " (12)

## مؤرخون آخرون يصفون جيس
- تصفهم الرحالة البريطانية (الليدي آن بلنت) في كتابها (قبائل بدو الفرات) عام 1878م : «جيس قبيلة مولعة بالحرب، يملكون الجمال ويحملون الرماح ويشغلون أقصى الشمال الغربي من الجزيرة، وشيخهم عبد الله وخيامهم (1000) خيمة.» (13)
- ويصفهم المستشرق الألماني (ماكس أوبنهايم) في موسوعة البدو 1911م : «بقي الـ (جيس) ميالين إلى الحرب حتى الوقت الحاضر، ويعتبرهم تيريه» لصوصاً لا يمكن إصلاحهم«. أما أعداؤهم الرئيسون فهم فدعان عنزة، الذين تقع مراعيهم الصيفية في أراضي جيس القديمة. أثناء الحفريات التي قمت بها في تل حلف (1911م-1913م) وقعت مرات متعددة حوادث بين القبيلتين» (14)
- ويصفهم المؤرخ محمد عبد الحميد الحمد في كتاب عشائر الرقة والجزيرة :«جيس قبيلة عظيمة (قيس بن عيلان) هي من كبرى قبائل العرب العدنانية، جاءت إلى الرقة أيام موقعة صفين عام (37هـ-658) وظلوا على نهر البليخ منذ تلك الأيام، وعشائرهم اليوم هم من بقايا نمير وكلاب وعامر بن صعصعة وأسد وعجل، يسكنون ديرة الرقة والرها وهؤلاء القوم لا يخضعون للضيم ولم يعطوا الخوة وكانوا مرهوبي الجانب وفي سنة 1929 غزاهم مجحم بن مهيد، فتصدوا له ولحلفائه من الناصر شيوخ الولدة، وفي 28 أيلول أصابته طلقة فضخت عينه ونقلته السلطة الفرنسية إلى حلب بالطائرة وتعالج حتى شفي في مشفى فريشو. وظل مجحم يذكر تلك الحادثة باعتزاز لأن الذين أصابوه هم جيس (زرق البل).» (15)
- ويصفهم أحمد وصفي زكريا في كتابه عشائر الشام : «أعراب هذه العشيرة فتاكون أشرار، لا يصطلى لهم بنار، دأبهم شن الغارات والسلب والنهب داخل الحدود الشامية، فإذا لوحقوا لجؤوا إلى المنطقة التركية، وقد عقدت عدة مؤتمرات صلحية لدرء شرورهم فحبطت كلها، ومن ثم منعوا من النجعة وقضاء الشتاء داخل الحدود العربية، فظلوا داخل الحدود التركية وانقطعوا، وما برحوا عريقين في بداوتهم وفي درجة واحدة مع عنزة وشمر، بحيث أن عنزياً إذا اقترف جريمة يلجأ إلى إحدى العشائر الثلاث (جيس) و(شمر) و(اللهيب)، وهؤلاء يعطون الصحب، أي يحمون دخيلهم، ويهرقون دم من يتعدى عليه ولا يدفعون ديته». (16)
- ويصفهم محمود الذخيرة العفيدلي في كتابه أهل الرقة : «وعشيرة جيس ليس لها موطن ثابت فهي دائمة التجوال. لا يهدأ لها جانب تنفر دائماً للغزو والقتال ولا تدع أحداً يسلم من أذاها وذلك بحكم طبيعة حياتها وخشونة عيشها. وعشيرة جيس لا تبكي موتاها ويعتبرون البكاء على الميت عيباً وجبناً، وهذا يرجع إلى كثرة المآسي والأحزان التي كان تصيبهم، فقد تعودوا عليها لكثرة ما يقتلون ويقتل منهم. وتواجد عشيرة جيس منطقة الرقة منذ تواجد الهجرة الأولى لأهلها لكنها كانت لا تستقر في مكان معين أينما وجدت المراعي الخصبة فجيس وراءها، وحروبها كثيرة مع العشائر الأخرى. لقد اصطدمت مع جميع عشائر المنطقة القاطنة فيها والمتجولة فقبيلة جيس فتاكة لا تلين لها قناة. في الربع الأول من القرن العشرين تزوج منها مذود بن كعيشيش شيخ خرصة الفدعان واكتفى شرها. أما بالنسبة للعفادلة فقد كانت بينهم وبين جيس مصاهرات منذ أواخر القرن الثامن عشر، فهم أخوال شيخ العفادلة (علي بن مشلب) وأخوال مجحم البشير شيخ العفادلة في منتصف القرن العشرين، وهم أيضاً أخوال الشيخ شلاش المجحم شيخ العفادلة الحالي. لقد اكتفت العفادلة منذ القدم شر جيس بواسطة هذه المصاهرات المتتالية. كما أن ولدة الجزيرة تهادنت مع جيس فتزوج شيخها شواخ الأحمد البورسان من جيس. بقي الصراع بالمنطقة ما بين جيس وعشيرة الولد من الفدعان.» (17)
- وفي كتاب «القبائل العراقية» / يونس الشيخ إبراهيم السامرائي : «قبيلة قيس من قيس عيلان بن عامر بن صعصعة بن هوازن العدنانية.. وقيس حافظوا على اسمهم الأصلي ونخوتهم (زغب) يسكنون في حران ومنهم في العراق» (1)

## من معارك جيس
- القرن الثامن الهجري : حروب بين جيس (الشيخ جوبان أبو الجعد) ضد زبيد (السلطان جبر)، جيس تحالفت مع عدوان، وزبيد تحالفت مع طي (الأمير نعير بن فضل).
- 1810 م : وقعة بين الكروية من جيس مع اللهيب.
- 1926م: وقعة بين جيس من جهة، والبو عساف (البو شعبان) والبو خميس (الدليم) من جهة أخرى.
- مناخ دلة : بين جيس من جهة (ابن عثمان)، وشمر من جهة آخرى (عبد الكريم الجربا).
- وقعة الذيبات : بين جيس من جهة، والعفادلة (البو شعبان) من جهة أخرى.
- وقعة بين جيس والبريك من شمر من جهة ضد الفدعان من عنزة من جهة أخرى.
- 1929 م : وقعة بين جيس من جهة والفدعان (مجحم بن مهيد) والناصر شيوخ الولدة (البو شعبان) من جهة أخرى.
- 1930م : وقعة بين جيس من جهة والفدعان (مجحم بن مهيد) من جهة أخرى، وأصيب في هذه الوقعة (مجحم بن مهيد) في أعلى أنفه وفقد إحدى عينيه وكان يفتخر بأن الذين أصابوه هم جيس «زريج البل».
- 1939م : وقعة بين جيس من جهة والفدعان (مجحم بن مهيد) من جهة أخرى، واستخدم فيها (مجحم بن مهيد) السيارات.